# La Boîte magique (film, 2002)
Pour les articles homonymes, voir La Boîte magique.
Pour plus de détails, voir Fiche technique et Distribution.
La Boîte magique est un film tunisien réalisé par Ridha Béhi, sorti en 2002.

## Synopsis
Raouf, un réalisateur, est mandaté pour diriger un film à propos des rapports qu'il entretenait avec le cinéma lorsqu'il était enfant. Il se replonge dans ses souvenirs à Kairouan.

## Fiche technique
- Titre : La Boîte magique
- Titre arabe : صندوق عجب, Sanduk ajab
- Réalisation : Ridha Béhi
- Scénario : Ridha Béhi
- Photographie : Yórgos Arvanítis
- Pays d'origine : Tunisie
- Format : couleurs
- Genre : drame
- Date de sortie : 2002

## Distribution
- Marianne Basler : Lou
- Abdellatif Kechiche : Raouf
- Hichem Rostom : Mansour
- Lotfi Bouchnak : le père
- Medhi Rebii : Raouf enfant
- Myrna Maakaron : la fille
- Samia Rhaiem

## Récompenses et nominations
- Prix spécial du jury au Journées cinématographiques de Carthage[1]